# Conicosoma gracile
Conicosoma gracile är en insektsart som beskrevs av De Lotto 1971. Conicosoma gracile ingår i släktet Conicosoma och familjen ullsköldlöss. Inga underarter finns listade i Catalogue of Life.